# St. Antonius (Grüngürtel)

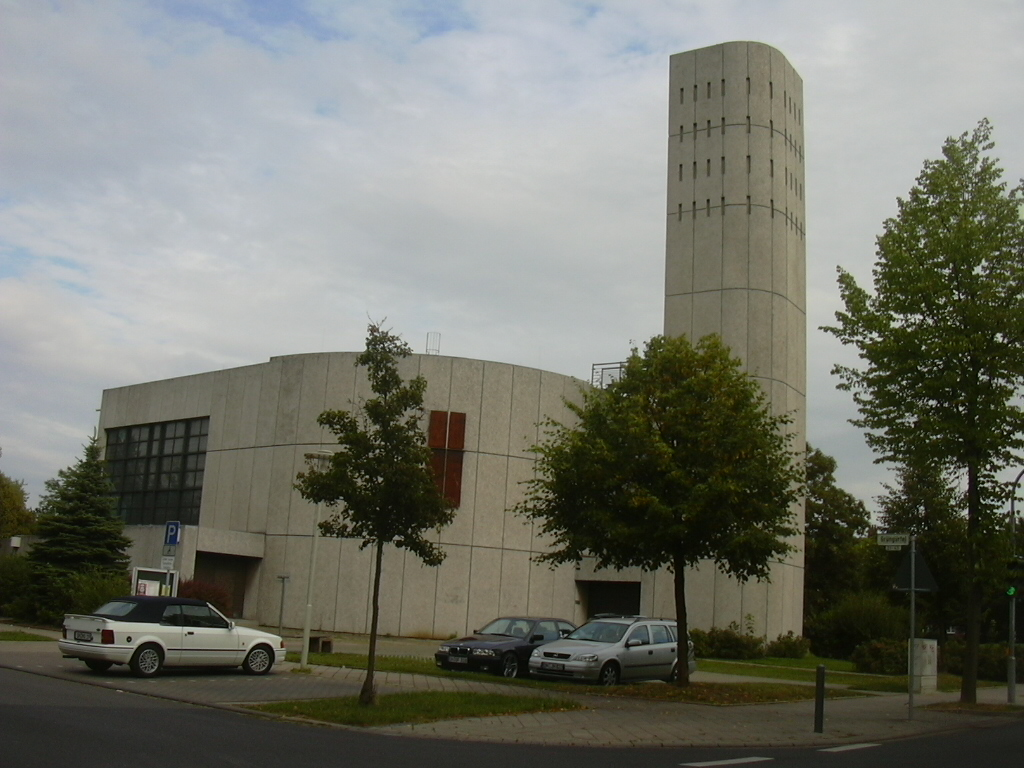
Kirche St. Antonius, Außenansicht (2009)

St. Antonius ist eine römisch-katholische Filialkirche innerhalb des Stadtviertels Grüngürtel in Düren, Nordrhein-Westfalen. Sie wurde zwischen 1973 und 1975 nach Plänen von Matthias Kleuters errichtet und ist dem hl. Antonius von Padua gewidmet.

## Geschichte
Dieser junge Bereich der Stadt Düren wurde erst zwischen den 1910er Jahren bis in die 1930er Jahre als neues Stadtviertel erbaut. In den Planungen war bereits eine Kirche eingearbeitet. Sie wurde 1938 an der Ecke Scharnhorst-/Brückenstraße nach Plänen von Hans Peter Fischer erbaut. Es handelte sich dabei um einen Backsteinbau mit Satteldach und abgesetztem Turm und entsprach durch Form und Materialität den restlichen Gebäuden des Grüngürtels. Bereits seit 1933 bestand hier der von der Pfarre St. Bonifatius eingerichtete Seelsorgebezirk Herz-Jesu. 1938 wurde dieser zur Pfarre erhoben.
Im Zweiten Weltkrieg wurde das Gotteshaus beschädigt; es wurde zwischen 1946 und 1958 in alter Form wiederhergestellt. In den 1960er Jahren wurden erhebliche Baumängel festgestellt und der Abriss und Neubau an zentralerer Stelle des Grüngürtels beschlossen. Auf dem Gelände der ersten Kirche des Grüngürtels stehen heute Einfamilienhäuser.
1970 wurde Architekt Mattias Kleuters aus Haaren bei Aachen mit der Planung einer neuen Kirche beauftragt. Der 1. Spatenstich am jetzigen Standort (Grüngürtel 54) erfolgte am 10. Dezember 1973, die feierliche Grundsteinlegung am 8. Juni 1974. Im Verlauf des Jahres 1975 war die neue Kirche fertiggestellt und wurde am 13. September 1975 durch den Aachener Weihbischof Joseph Ludwig Buchkremer konsekriert.
Die Pfarren St. Anna, St. Marien, St. Bonifatius, St. Josef, St. Cyriakus und St. Antonius schlossen sich zum 1. Januar 2010 zur neuen Großpfarre St. Lukas zusammen.

## Ausstattung
St. Antonius besitzt eine moderne Ausstattung aus den 1970er Jahren. Die Buntglasfenster sind Werke des Alsdorfer Glasmalers Ludwig Schaffrath und entstanden zwischen 1974 und 1975.

## Glocken
| Nr. | Name | Durchmesser (mm) | Masse (kg, ca.) | Schlagton (HT-1/16) | Gießer | Gussjahr | Sonstiges                                                                                   |
| 1   | -    | 880              | 390             | a' +2               | -      | 1618     | Leihglocke aus der Pfarrkirche St. Laurentius, Göttkendorf (Ostpreußen) (polnisch: Gutkowo) |
| 2   | -    | 890              | 420             | h' +1               | -      | ca. 1500 | Leihglocke aus der Pfarrkirche St. Maria, Jägendorf (Niederschlesien) (polnisch: Myslinow)  |
| 3   | -    | 780              | 275             | cis" +-0            | -      | 1528     | Leihglocke aus der Pfarrkirche St. Hedwig, Girlachsdorf (Niederschlesien) (polnisch: Gilów) |

Motiv: „Pater noster“.

## Rektoren und Pfarrer
Folgende Pfarrer wirkten an St. Antonius bis zur Auflösung der Pfarre 2010 (bis zur Pfarrerhebung 1952 trugen die Seelsorger den Titel Rektor und unterstanden dem Pfarrer von St. Bonifatius):
- 1938–1940: Nikolaus Pohen (Rektor)
- 1940–1942: Heinrich Selhorst (Rektor)
- 1942–1965: Josef Gillissen (seit 1952 Pfarrer)
- 1965–2003: Karl Haas
- 2004–2010: Josef Wolff